# Carex hitchcockiana
Carex hitchcockiana är en halvgräsart som beskrevs av Chester Dewey. Carex hitchcockiana ingår i släktet starrar, och familjen halvgräs. Inga underarter finns listade i Catalogue of Life.